# Cattedrale di Stavanger
La cattedrale di Stavanger (in norvegese Stavanger domkirke) è il principale edificio di culto della città di Stavanger, in Norvegia, ed è sede della diocesi di Stavanger per la chiesa di Norvegia.

## Storia
La costruzione è iniziata su iniziativa del primo vescovo di Stavanger, Reinaldo. Reinaldo probabilmente proveniva da Winchester, già sede del vescovo Svitino di Winchester, cui è dedicata la cattedrale.
Un incendio in città nel 1272 rese necessaria la ricostruzione della chiesa nel 1276, per ordine del vescovo Arne. Per la costruzione fu inserita nel progetto una nuova sezione ad ovest, che comprendeva l'attuale facciata occidentale e il coro. Anche la facciata orientale è stata ristrutturata in stile gotico con un lavoro di alta qualità artistica.
Nel 1860 è iniziata una nuova fase di riparazioni e sono stati apportati cambiamenti significativi nella decorazione delle pareti esterne. Tuttavia, l'accurato restauro che ha avuto luogo tra il 1939 e il 1964, guidato da Gerhard Fischer, aveva tra i suoi obiettivi il recupero delle caratteristiche medievali dell'opera e le modifiche del XIX secolo sono state oscurate.
È una delle due antiche cattedrali norvegesi precedenti la Riforma (l'altra è la cattedrale di Nidaros, tutt'oggi la più importante chiesa della Norvegia) ad essere sopravvissute visto che le altre (a Oslo, Hamar e Bergen) sono andate distrutte per incendi, guerra o modifiche urbanistiche.

## Descrizione
La struttura si distingue per la sua austerità. Una fila di colonne con capitelli decorati in modo diverso separa la navata centrale da ciascuna delle due navate laterali. Ai lati di ciascuna navata si apre un portale con archi romanici a tutto sesto. Il coro è più stretto della navata ed è in stile gotico e senza parti laterali, anche se l'estremità orientale è regolato rispetto alla larghezza della navata dalla presenza di due torri laterali.
La facciata orientale si trova alla fine del coro, è in stile gotico e per la sua bellezza è spesso confusa con la facciata principale, mentre l'ingresso è posto sul lato opposto. La facciata occidentale, sempre in stile gotico, è abbastanza semplice, con un unico portale.
Le immagini disposte in nicchie nella facciata orientale sono opera di Stinius Fredriksen (Stavanger, 11 marzo 1902 – Oslo, 7 giugno 1977), realizzate nel 1962. Altri elementi degni di nota sono un pulpito barocco del 1658, di Anders Smith, e il fonte battesimale, del XIII secolo.

## Galleria d'immagini

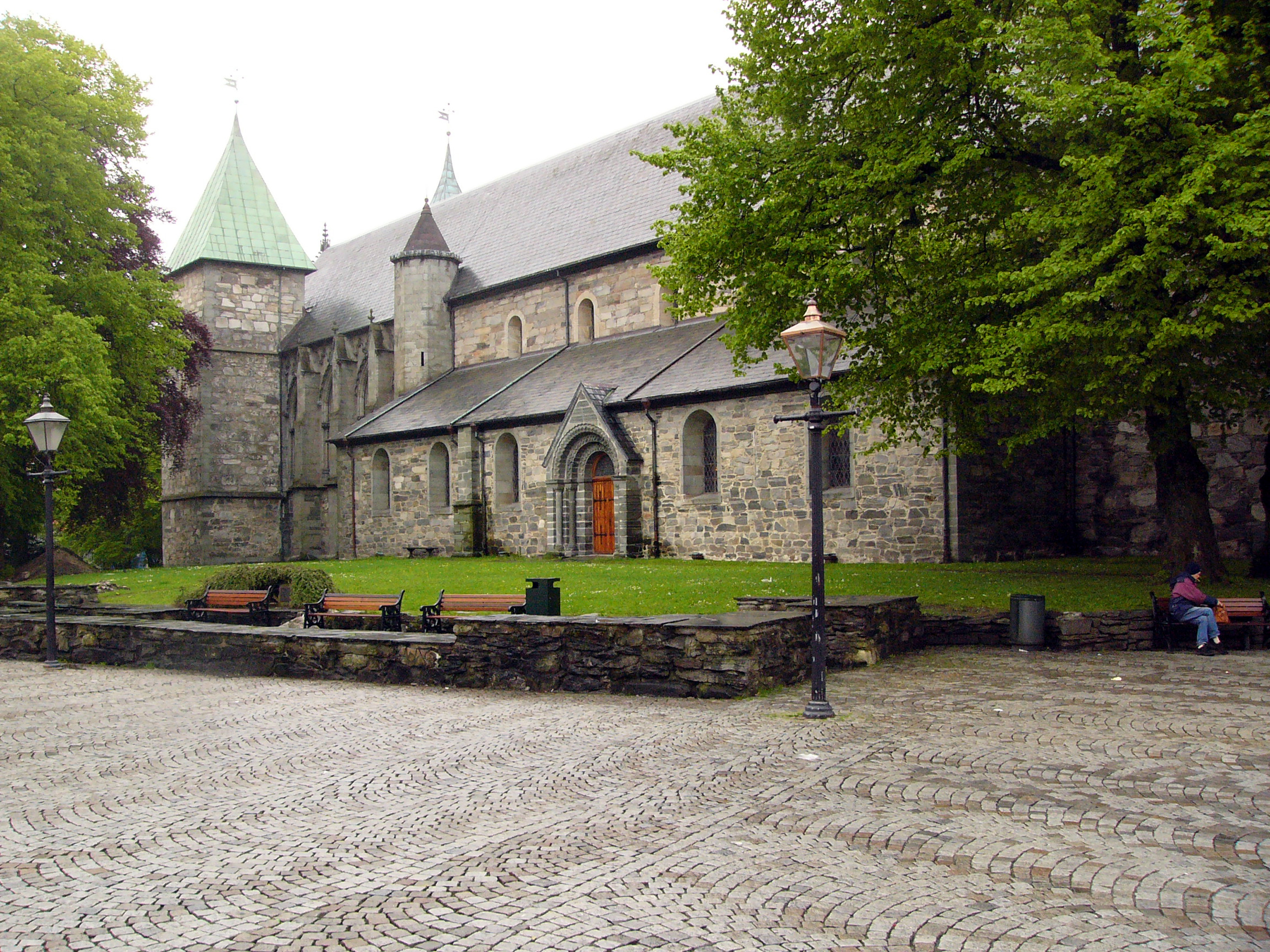
Esterno
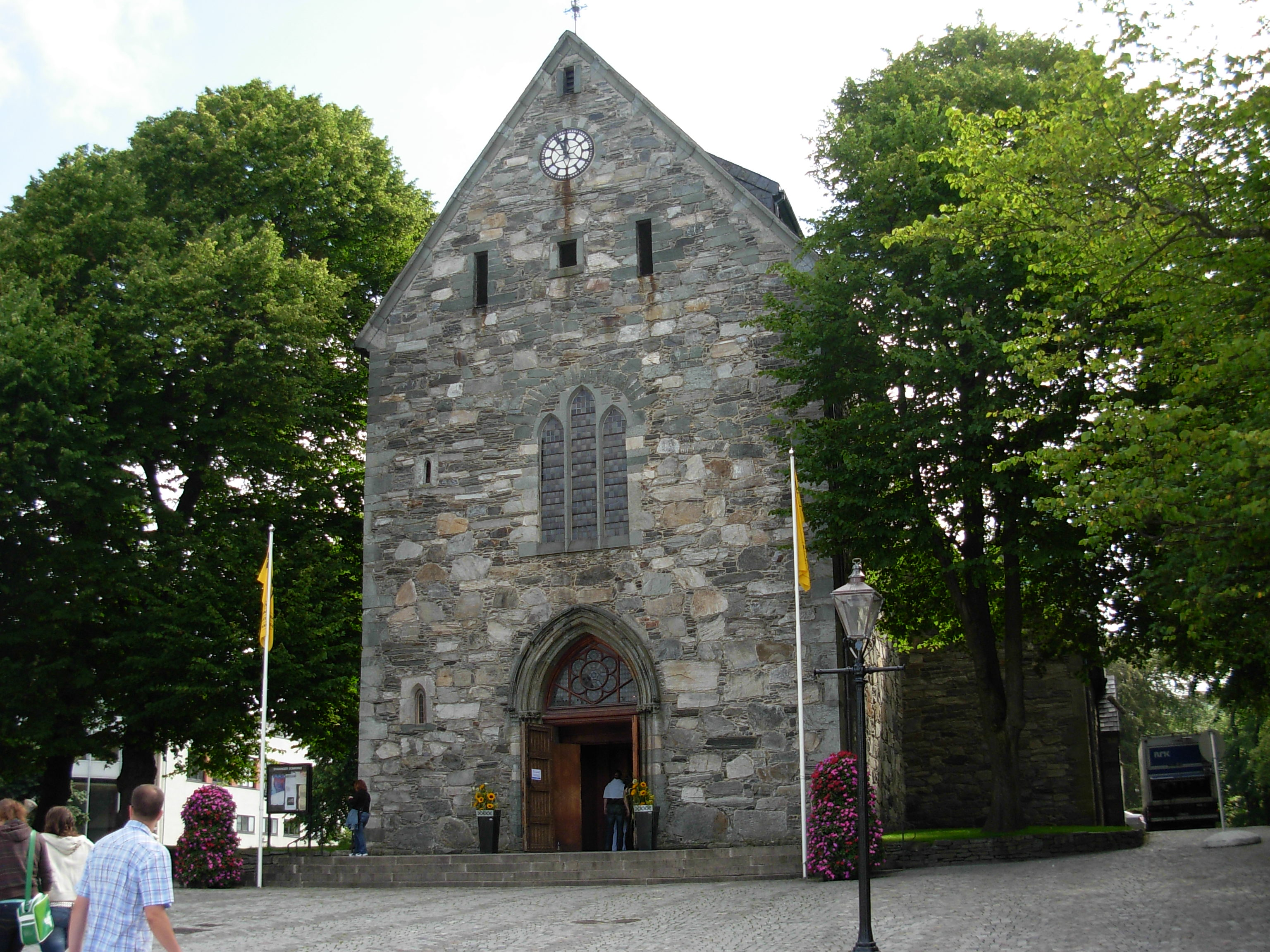
Facciata occidentale
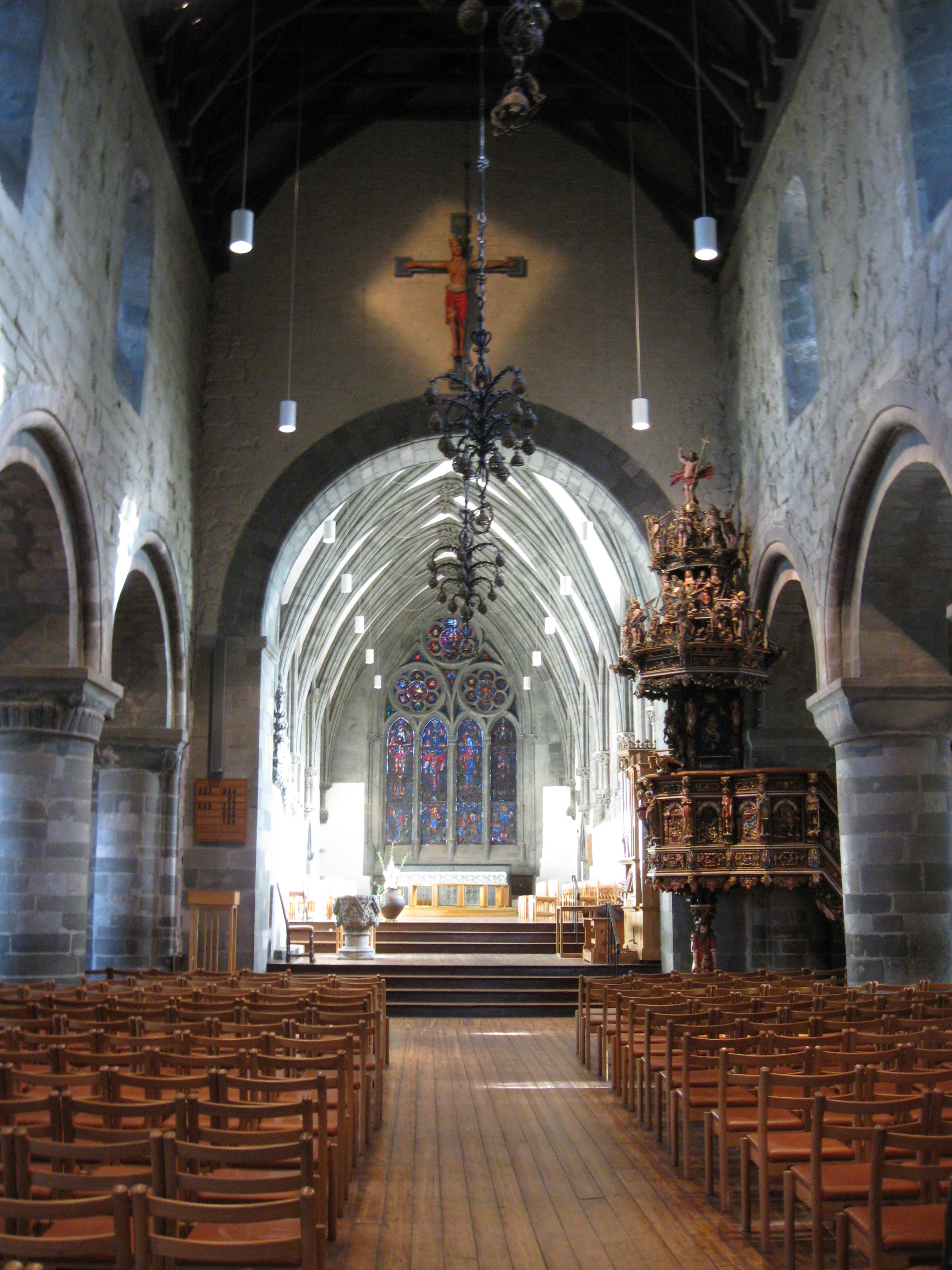
Interno
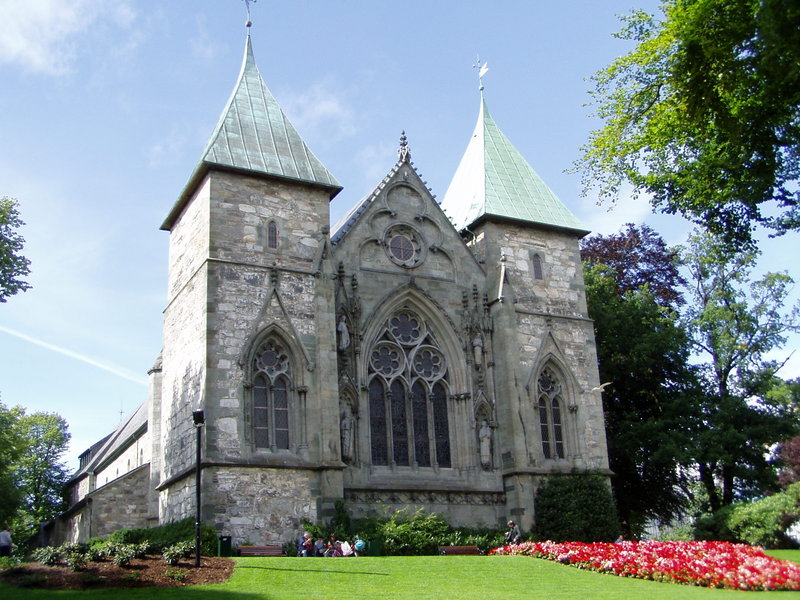
Facciata orientale